# Ming Jiang Wu
Ming Jiang Wu (translitera del 吳明江) ( n. 1960) es un botánico chino, que mantiene intensos contactos científicos con Kew Gardens

## Algunas publicaciones
- zhou yi-Biao, zhao gen-Ming, ming jiang Wu. 2008. "Genetic Variability of Schistosoma Japonicum (Katsorada, 1904) Intermediate Hosts Oncomelania Hupensis (Gredler, 1881) (Gastropoda: Rissooidea)]". Annales Zoologici 58 (4): 881-889 (9)

- La abreviatura «M.Jiang Wu» se emplea para indicar a Ming Jiang Wu como autoridad en la descripción y clasificación científica de los vegetales.[2]